# John Block
John William Block, Jr. (ur. 16 kwietnia 1944 w Los Angeles) – amerykański koszykarz, występujący na pozycjach silnego skrzydłowego oraz środkowego, uczestnik meczu gwiazd NBA.

## Osiągnięcia
NCAA
- Zaliczony do składów:
  - All-American (1966 przez Helms Foundation)[1]
  - All-American Honorable Mention (1966 przez  AP, UPI)[1]
  - All-AAWU First Team (1965, 1966)
- Zaliczony do Pac-10 Hall Of Honor[1]

NBA
- Uczestnik NBA All-Star Game (1973)[2]